# Estación de Croix de Chavaux
La estación de Croix de Chavaux, de su nombre completo Croix de Chavaux - Place Jacques Duclos, es una estación del metro de París situada en la comuna de Montreuil, al este de la capital. Pertenece a la línea 9. 

## Historia
Fue inaugurada el 14 de octubre de 1937 tras la última prolongación de la línea 9 hacia el este. 
Debe su nombre a la antigua plaza de Croix de Chavaux, ahora rebautizada con el nombre del político francés Jacques Duclos. Los orígenes del nombre de la estación no son claros: la versión mayoritaria es que chavaux es una deformación de la palabra chevaux (caballos en francés), y es que en ese punto, donde se cruzan hasta seis carreteras, de ahí lo de cruz (croix en francés), es donde se aprovechaba para sustituir los caballos de las diligencias o de los servicios postales. Otra versión atribuye el término croix a la existencia de un crucero en la zona.